# Jeff Nichols
Jeff Nichols (* 7. prosince 1978 Little Rock) je americký filmový režisér. 
Svou kariéru zahájil v roce 2007 snímkem Příběhy zbraní s Michaelem Shannonem v hlavní roli. Shannon hrál i ve všech jeho následujících filmech – Take Shelter (2011), Bahno z Mississippi (2012), Půlnoční dítě a Loving (oba 2016). V roce 2016 bylo oznámeno, že natočí remake filmu Lebkouni (1988).